# George Renwick
George Russell Renwick (Londra, 7 agosto 1901 – Chichester, 25 luglio 1984) è stato un velocista britannico, specializzato nei 400 metri piani.

## Palmarès
- Giochi olimpici

Parigi 1924: bronzo nella staffetta 4×400 metri.